# Assessor personal
L'assessor personal és el professional que ajuda a vèncer les dificultats, a resoldre els problemes i a aconseguir els objectius del client. Sovint s'empra el terme anglès "Counseling".
La seva tasca es desenvolupa mitjançant entrevistes personals amb el seu client. Proposa un pla d'actuació i en concreta les etapes. També estableix com fer-ne el seguiment. La seva intervenció està orientada a la solució.
L'àmbit d'actuació de l'assessorament personal està circumscrit especialment a la vida privada: relacions interpersonals, familiars, laborals, etc. Hi ha altres àmbits d'assessorament com el financer, el fiscal, etc.
Aquest procés comporta, de vegades, un creixement personal del client.
Hi ha professions relacionades amb l'assessorament personal, com el coaching personal i la teràpia breu estratègica. L'assessor personal aconsella el client quan considera que fer-ho pot accelerar el procés, per contra, el coach personal treballa perquè sigui el mateix client qui trobi la resposta, aquest treballar per aconseguir l'adonar-se'n pot comportar un major grau de convicció per portar endavant el pla. L'assessor personal entén que el seu client es troba davant una dificultat i el terapeuta entén que el seu client és un pacient.